# 罰ゲーム (2006年の映画)
『罰ゲーム』（ばつゲーム、Simon Says）は、2006年のアメリカ合衆国のホラー映画。クリスピン・グローヴァー主演。日本では劇場未公開で、2011年にDVDが発売された。

## ストーリー
卒業間近の大学生ケイト、ザック、アシュリー、リフ、ヴィッキーら若者は、砂金採集のために、休暇を利用して田舎のキャンプ場にむかっていた。
彼らは古びた墓地に迷い込み、そこで怪しげな墓掘りの2人にキャンプ場への行き方を尋ねる。すると墓堀たちは、5人にキャンプ場でおきた殺人事件について話し始める。「その事件の日、双子の兄弟で、少し頭の弱いサイモンと、そんなサイモンをいじめてばかりいるスタンリーは、家族とキャンプ場に来ていた。2人は「サイモン・セッズ」という命令ゲームをやり、スタンリーがサイモンに麻薬を吸わせるが、ラリッたサイモンが両親に吸わせにいこうとしたのを止めようとして、2人はもみ合いになり、片方がもう片方を石で殴り殺したという。」。その話を聞いた5人は、都市伝説だと本気にしなかったが、途中酒を買うために寄った店で、話のような双子の経営者と出会う。片方は、両親を殺したことをフラッシュバックしたようだった。店を出た5人は、ヒッチハイカーを見つけるが、乗せずに通り過ぎる。直後、ヒッチハイカーは罠にかかり死亡する。
キャンプ場に到着し、各々キャンプの準備を始めるが、マラソンをしていたアシュリーは、森に潜んでいた店の双子の片方に捕まる。男から逃げ出したアシュリーだが、彼が森に仕掛けた罠にかかり息絶える。そして男はアシュリーを解体した後、キャンプ場に来ていた客を次々と罠にかけて殺していく。

## キャスト
| 役名       | 俳優                     | 日本語吹替 |
| ---------- | ------------------------ | ---------- |
| サイモン   | クリスピン・グローヴァー | 江原正士   |
| スタンリー | クリスピン・グローヴァー | 江原正士   |
| ケイト     | マーゴ・ハーシュマン     | 山田里奈   |
| ザック     | グレッグ・サイプス       | 中國卓郎   |
| アシュリー | ケリー・ヴィッツ         | 川庄美雪   |
| リフ       | アーティ・バクスター     | 藤井啓輔   |
| ヴィッキー | キャリー・フィンクリー   |            |
| ロニー     | ロリ・ライヴリー         |            |
| サム       | ブルース・グローヴァー   |            |
| ジェニー   | ブレイク・ライヴリー     |            |
| リアン     | ロビン・ライヴリー       |            |
| ガース     | バート・ジョンソン       |            |
| サラ       | ダニエラ・モネ           |            |

- サイモンとスタンリーの父親役は、クリスピン・グローヴァーの実父のブルース・グローヴァーが演じている。

## スタッフ
- 監督・脚本：ウィリアム・ディア
- 製作：アーニー・ライヴリー
- 製作総指揮：ハロルド・スミス、ジャネリー・ハーシュマン、フォン・タラ
- 撮影監督：ブライアン・グリーンバーグ
- プロダクションデザイナー：オリヴァー・ディア
- 編集：クリス・コンリー
- 衣裳デザイン：ブレアナ・プライス
- 音楽：ルディック・ドリザール
- 特殊メイク：マイケル・ブルーム